# Estructura de la información
En lingüística, la estructura de la información, también llamada en inglés information packaging (articulación jerárquica trinomial de la oración según Vallduví), describe la manera en que la información es formalmente realizada dentro de la oración. Generalmente, esto solo incluye los aspectos de información que “responden al estado temporal de la mente del destinatario", y excluye otros aspectos de información lingüística tales como referencias a conocimiento previo (enciclopédico/común), elección de estilo, cortesía, y demás. Por ejemplo, la diferencia entre una cláusula activa (p. ej. la policía lo busca) y la cláusula correspondiente en voz pasiva (p. ej. es buscado por la policía) es una diferencia sintáctica, pero es motivada por consideraciones estructurales de la información. Otros tipos de estructuras motivadas por la estructura de la información incluyen anteposición (p. ej. ése no me gusta) e inversión (p. ej. “el final,” dijo el hombre). 
Las nociones básicas de la estructura de información son foco, dado, y tema, así como las nociones complementarias de antecedentes, nuevo, y rema respectivamente. El foco indica “la presencia de alternativas que son relevantes para la interpretación de expresiones lingüísticas”, lo dado indica “la denotación de una expresión que está presente” en el contexto inmediato de la declaración, y el tema es “la entidad que un orador identifica, sobre la cual la información (el rema) es dado”. Nociones adicionales en la estructura de la información pueden incluir contraste y exhaustividad, pero no hay un acuerdo general en literatura lingüística con respecto a las extensiones de las tres nociones básicas. Hay diferentes enfoques a la estructura de la información, tales como arquitecturas generativas o funcionales.

## Terminología
El término de la estructura de la información es atribuido a Halliday (1967). En 1976, Chafe introdujo el término information packaging.

## Mecanismos en varios idiomas
La estructura de la información se puede realizar a través de una gran variedad de mecanismos lingüísticos. En la forma hablada de algunos idiomas, como el inglés, uno los métodos principales para indicar estructura de la información es a través de entonación, en donde el tono es modificado desde un patrón predeterminado. Otros idiomas utilizan mecanismos sintácticos como dislocación, anáfora, y gapping (Bosque traduce gapping como Elipsis de SV parcial y Brucart como Vaciado); mecanismos morfológicos como el foco especializado o los afijos que marcan el tema; y partículas de discurso especializadas. Translingüísticamente, la variación del orden de palabras (oraciones invertidas) es una de los recursos sintácticos utilizados para transmitir configuraciones específicas de la estructura de la información, principalmente el foco de presentación. De hecho, en el idioma inglés se utiliza más que entonación para expresar la estructura de la información, de tal manera que las estructuras hendidas se utilizan para un foco exhaustivo, y las partículas gramaticales como “solo” también inducen lecturas de foco contrastivo. 
Translingüísticamente, existen claras tendencias que relacionan las nociones de la estructura de la información con fenómenos lingüísticos particulares. Por ejemplo, el foco tiende a ser prominente de manera prosódica y no parece haber algún idioma que exprese el foco al de des-acentuar o des-estresar.
Las siguientes oraciones en alemán exhiben tres diferentes tipos de “fronting” sintácticos que se correlacionan con tema.
a. _Diesen Mann_ habe ich noch nie gesehen.
"A este hombre nunca había visto antes."(Movimiento)
b. _Diesen Mann_, den habe ich noch nie gesehen.
"Este hombre, que nunca había visto antes." (Dislocación izquierda)
c. _Diesen Mann_, ich habe ihn noch nie gesehen. (Tema colgante)
"Este hombre, nunca lo había visto antes."
A menudo, se asume que las respuestas a las preguntas son elementos enfocados. Los pares de preguntas y respuestas se utilizan con frecuencia como diagnósticos para el foco, como en los siguientes ejemplos traducidos del inglés.
P: ¿Qué hizo Juan con el libro ayer?
R: VENDIÓ el libro ayer.
R: *Vendió el libro AYER.
P:¿Cuándo vendió Juana el libro?
R: Vendió el libro AYER.
R: *VENDIÓ el libro ayer.

## Conceptos

### Foco y antecedente
El foco es una categoría o atributo gramatical que determina la indicación de la parte de un enunciado que aporta información nueva, no derivable, o contrastiva. Algunas teorías (de acuerdo con el trabajo de Mats Rooth) vinculan el foco con la presencia de alternativas. Una teoría de alternativas de foco explicaría el patrón de énfasis en el ejemplo de la sección anterior (¿Cuándo vendió Juana el libro? Vendió el libro AYER), indicando que AYER recibe el foco (es decir, hincapié) porque podría sustituirse por períodos de tiempo alternativos (HOY o ÚLTIMA SEMANA) y aún puede responder a la pregunta que hizo el primer orador. 
El antecedente es un concepto más difícil de definir, ya que no es simplemente el complemento del foco. Daniel P. Hole proporciona el siguiente marco de referencia: “El foco es una noción relacional, y la entidad con la que se relaciona se llama su antecedente o presuposición.”

### Tema y rema
El tema (o tópico) de una oración es de lo que se está hablando, y el rema (o comentario o algunas veces foco) es lo que se dice sobre el tema. En general, se acepta que la estructura de la información de una cláusula se divida de esta manera, pero el límite entre el tema/tópico depende de la teoría gramatical. El tema está gramaticalizado en idiomas como el japonés y el coreano, los cuales tienen un morfema designado que funciona como marcador de tema y que se adjunta a dicho tema.
Se han propuesto algunos diagnósticos para idiomas que carecen de marcadores de tema gramaticales, como el inglés; los cuales intentan distinguir entre diferentes tipos de temas (como temas de “aboutness” (“acerca de”) y temas “contrastivos”). El diagnóstico consiste en juzgar qué tan armonioso es seguir un discurso, ya sea con preguntas (What about x?) o con oraciones que comienzan con ciertas frases (About x (“Acerca de x”), … Speaking of x (“Hablando de x”), … As for x (“En cuanto a x”), …) para determinar qué tan “tópico” es x en ese contexto.

### Dado y nuevo
Intuitivamente, lo dado clasifica palabras e información en un discurso que ya son conocidas o (dadas) en virtud de ser de conocimiento común, o por haber sido discutidas previamente en el mismo discurso (“recuperables anafóricamente”). Ciertas teorías, como GIVEness Constraint de Roger Schwarzschild, requieren que todos los componentes no marcados por el foco sean dados.
Las palabras e información que no se han dado, o que son “textualmente y situacionalmente no derivables”  son por definición categorizadas como nuevo.